# Catacombele din Roma

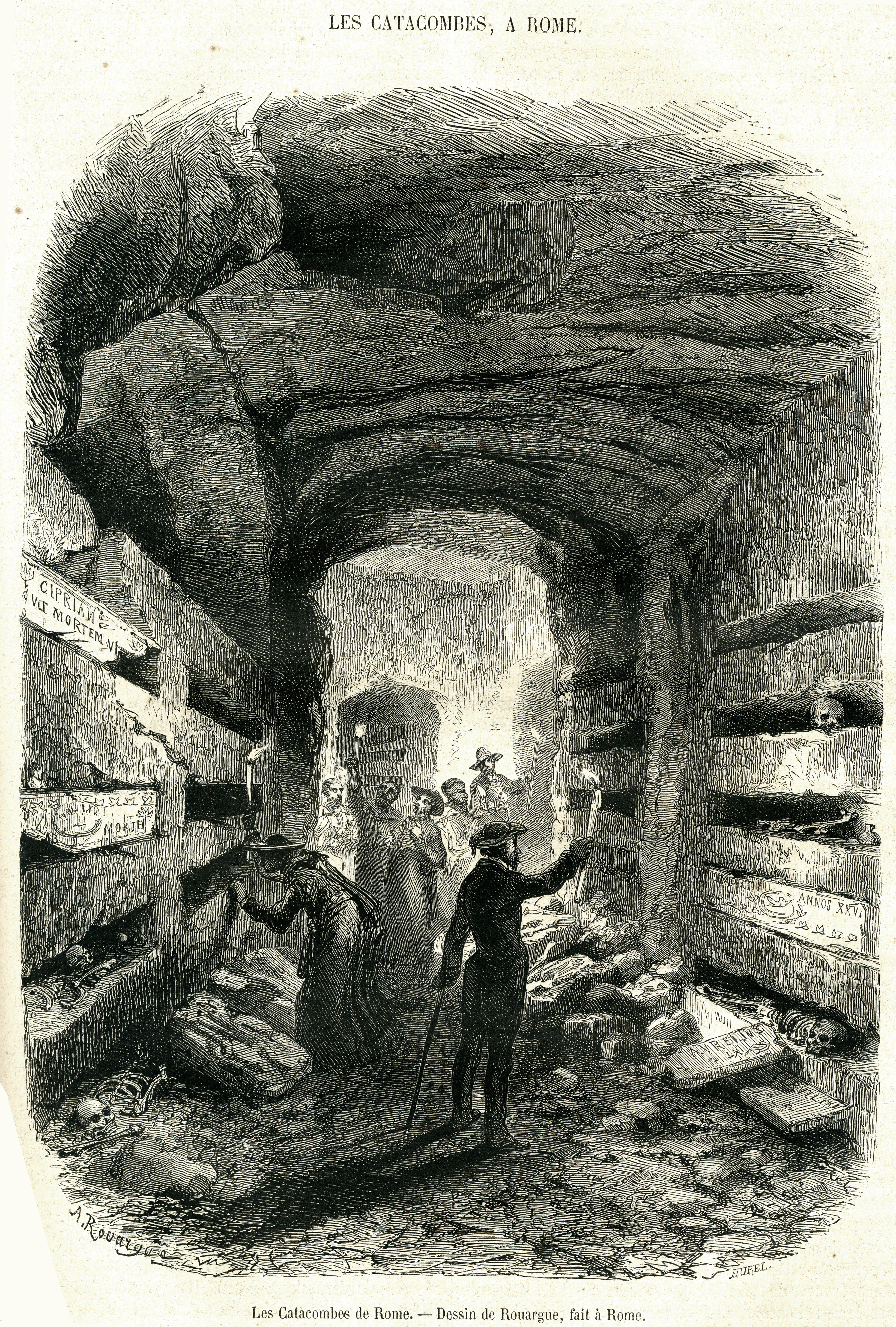
O gravură din revista Le Magasin Pittoresque,1860

Catacombele din Roma sunt vechi cimitire subterane evreiești și creștine. Cel mai adesea, ele erau săpate în tuf, în afara vechilor ziduri de incintă ale Romei, având în vedere că în interiorul orașului nu era posibil să se îngroape morții (hominem mortuum în urbe neve sepelito neve urito= "Nu se îngroapă și nici nu se incinerează nici un cadavru în oraș"). În subsolul Romei există mai mult de 40 de catacombe care se întind pe aproximativ 150 km și pe mai multe niveluri.

## Istoria

### Secolele I și II
Cele mai vechi nuclee de catacombe romane datează de la sfârșitul secolului II. Anterior, creștinii erau îngropați împreună cu păgânii; când comunitatea a devenit mai numeroasă, a fost necesară crearea de cimitire colective. Pentru a rezolva problema spațiului și datorită ușurinței cu care se putea excava în stratul moale de tuf pe care era construit orașul, au fost săpate galerii subterane pe mai multe etaje. La începutul catacombele au fost folosite doar pentru morminte și pentru cultul martirilor îngropați aici. 

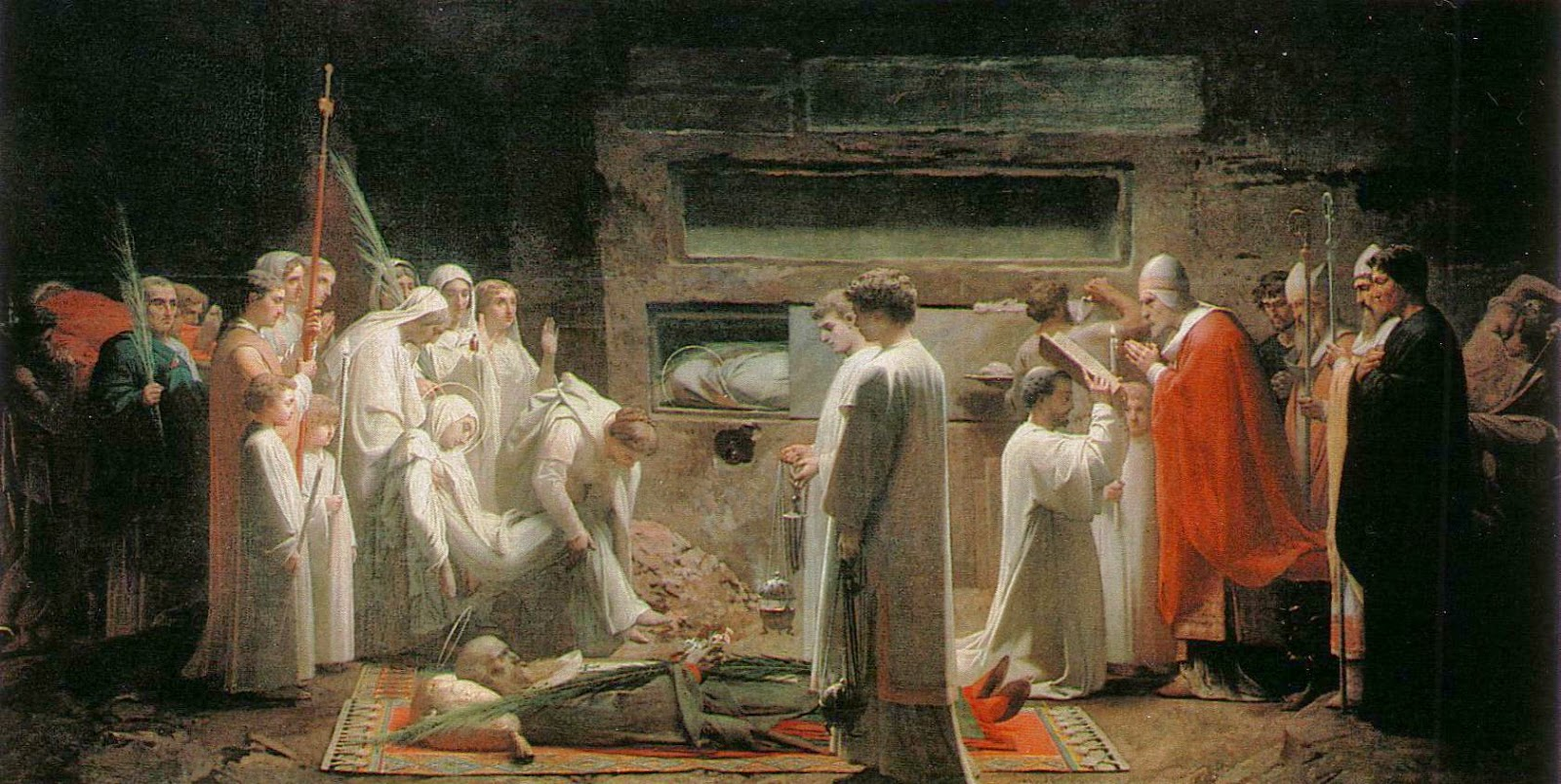
Jules Eugene Lenepveu -Martirii catacombelor – Musée d’Orsay -1855

Opinia larg răspândită că acestea erau folosite ca ascunzători de către creștinii persecutați este, probabil, nefondată. De altfel, persecuțiile au fost o caracteristică doar a anumitor perioade ale Imperiului Roman, în timpul lui Nero (între 64 și 67), a lui Domițian ( 96), a lui Decius (249-251), a lui Valerian (253-260) și a lui Dioclețian (303-305).

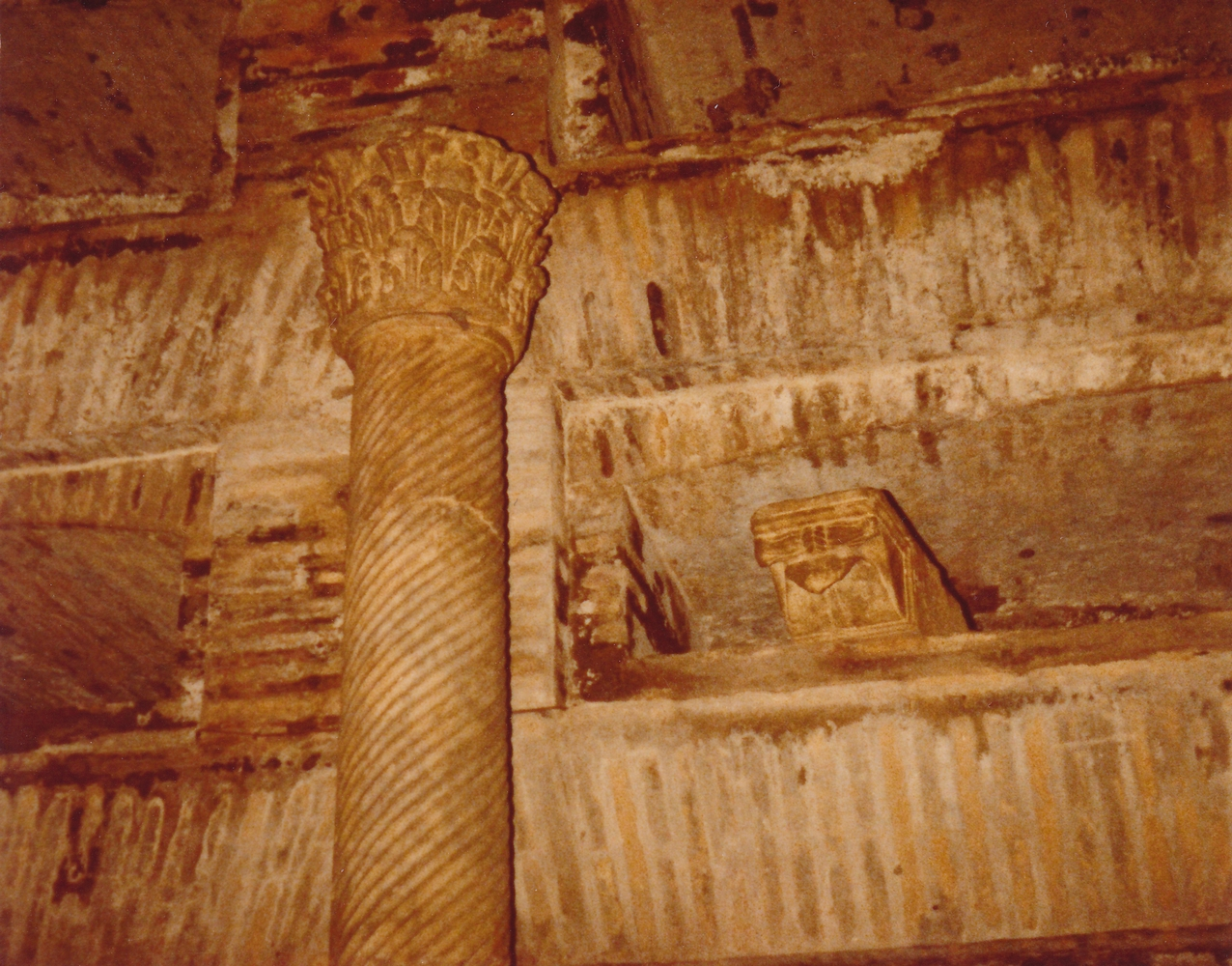
Catacombe

### Secolele III și IV
În secolul III, deja numai în Roma erau 25 de cimitire, dintre care unele erau în posesia Bisericii (de exemplu, Catacomba Sfântului Calixt, având în vedere că  Ippolito Romano a scris în Philosophumena că Papa Zefirin l-a numit pe diaconul Callisto, custodele și administratorul catacombei). În plus, în prima jumătate a secolului III, Roma a fost împărțită în șapte regiuni ecleziastice: fiecăreia i-au fost atribuite locuri de cult și diverse catacombe pentru înmormântarea creștinilor. În 313 creștinismul a devenit o religie licită și, cel puțin la început, mulți oameni au dorit să fie îngropați lângă martiri.

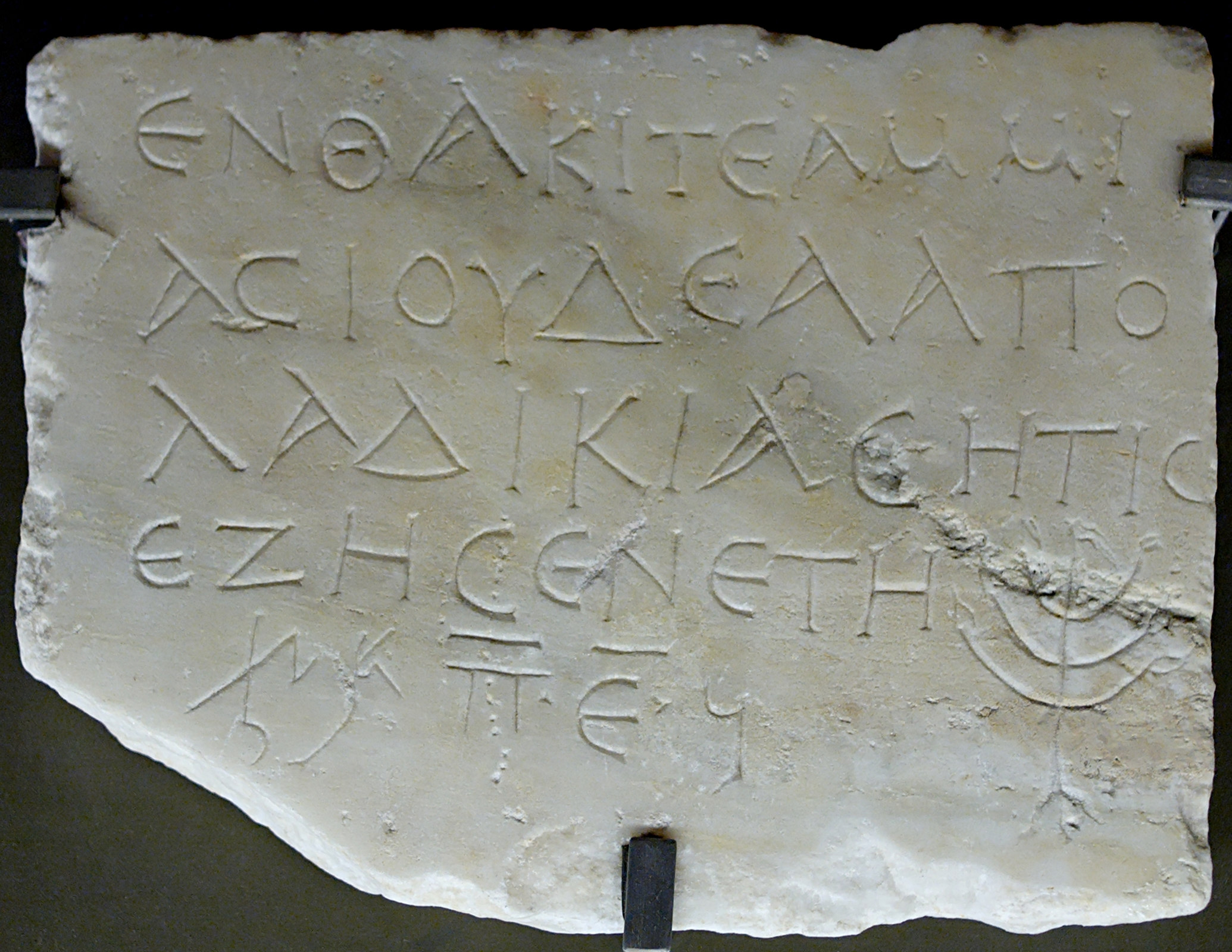
Catacombele evreiești din Monteverde, Roma. Epitaful lui Ammias, cu inscripții în greacă și în semitică și cu o gravură reprezentând menorah (candelabrul cu 7 brațe).

### Din secolul V până în secolul IX
Încă din secolul V oamenii au început să renunțe la obiceiul înmormântării în catacombe, care au continuat să fie doar destinația pelerinilor, în scopuri pioase.
Între secolele VIII și IX, în urma jafurilor barbarilor, sanctuarele au fost treptat abandonate, și moaștele sfinte au fost transferate în biserici.

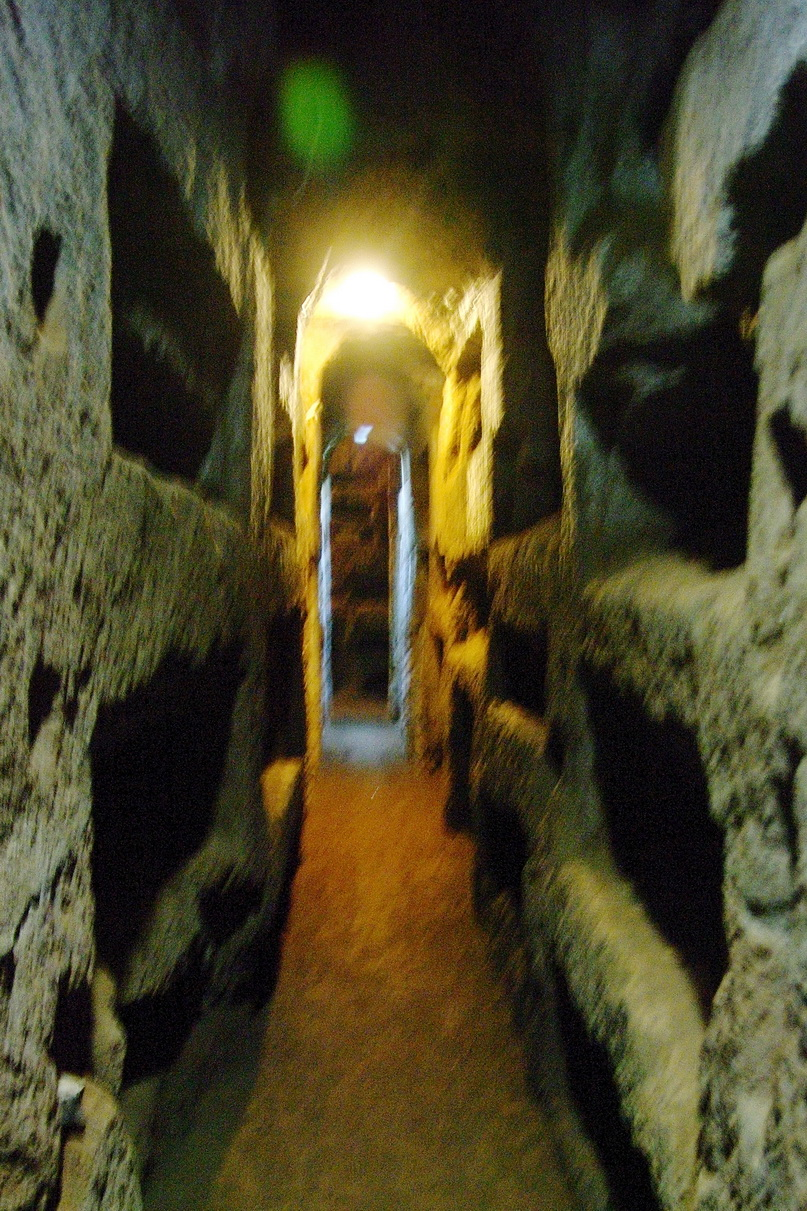
Catacombe din Roma - 3 martie 2012

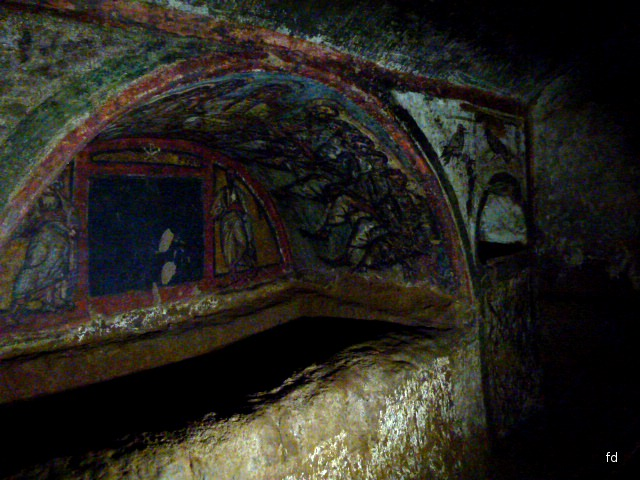
Catacombe - 7 septembrie 2011- Friedhelm Dröge

### Din Evul Mediu târziu până în secolul XVI
Odată transferate moaștele în oraș, catacombele au fost complet abandonate; accesul a fost împiedicat de vegetație și de alunecări de teren, iar sanctuarele și cimitirele au căzut în uitare.
În timpul Evului Mediu, s-a pierdut orice urmă a situării lor și domnea o mare confuzie cu privire la numele lor. Singurele catacombe cunoscute erau San Sebastiano, San Lorenzo (sau Ciriaca) și San Pancrazio.

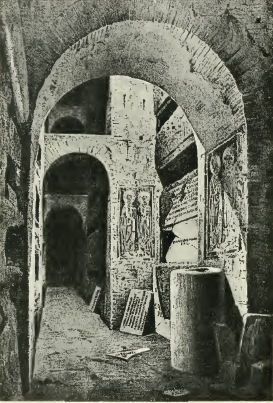
Catacombe romane

### Epoca modernă
În epoca modernă catacombele au fost redescoperite accidental  în secolul al XVI-lea și au început să fie explorate mai întâi de Antonio Bosio (1575-1629 cu cartea lui postumă De Roma Sotterranea  din 1634), și mai ales de Giovanni Battista de Rossi (1822-1894). În anii cincizeci ai secolului XX au fost găsite multe catacombe în împrejurimile Romei.

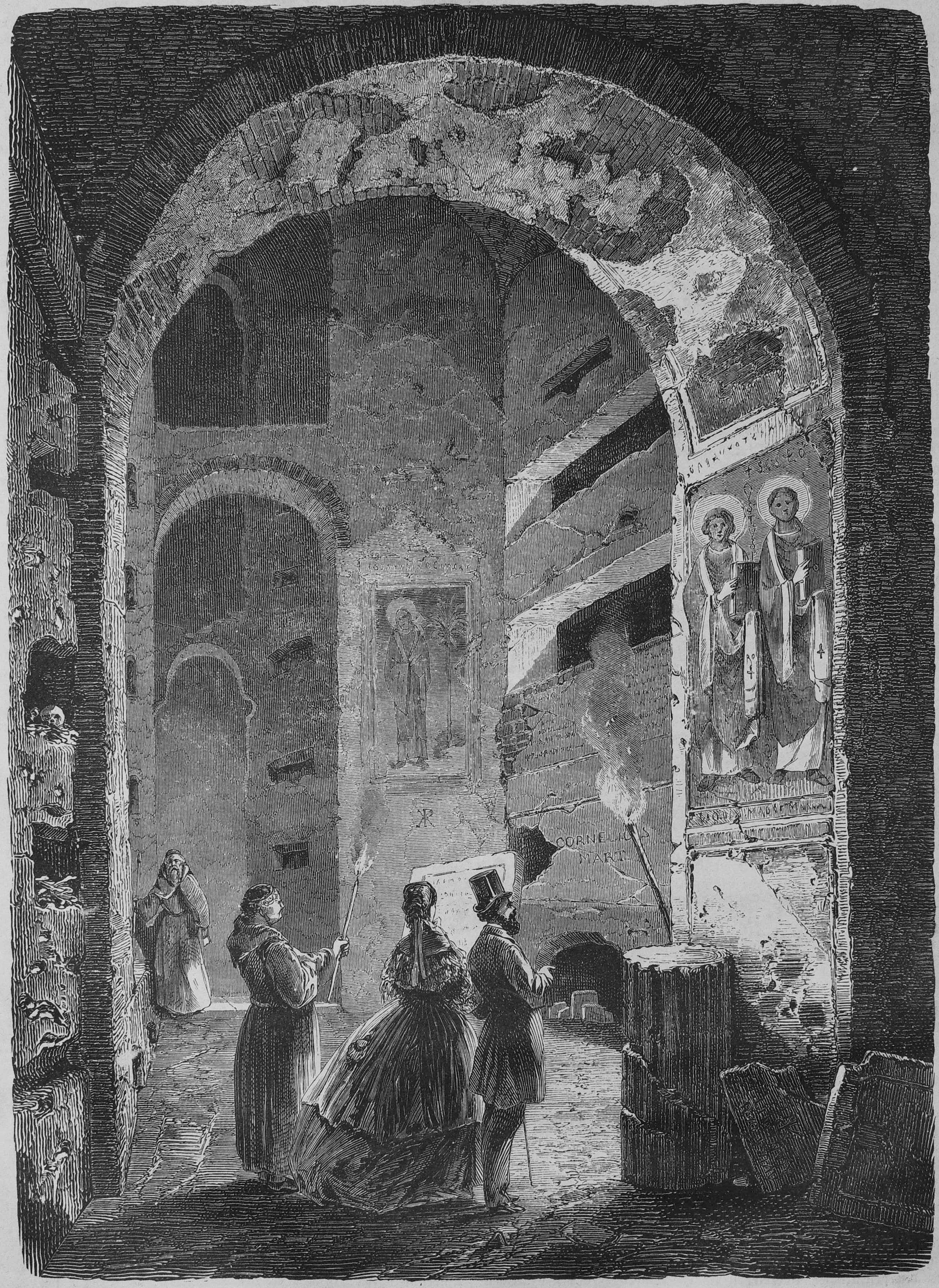
In den Katakomben Roms. Nach der Natur aufgenommen von Blaschnik in Rom. (În catacombele Romei. Reprodus după natură de către Blaschnik la Roma) - Revista „Die Gartenlaube“-1866, Leipzig

## Tipuri de morminte
Catacombele Romei constau în galerii subterane (ambulacra), în pereții cărora au fost săpate mormintele (loculi). Aceste nișe dispuse, în general, pe linii verticale (pilae), puteau conține unul sau mai multe cadavre; pe dinafară, ele erau închise cu plăci de marmură, pe care erau de multe ori gravate numele și meseria celor decedați însoțite de elemente simbolice, creștine sau evreiești.
Un alt tip de mormânt, tipic catacombelor din Roma, este arcosolium, constând dintr-o nișă arcuită, cu o lespede de marmură deasupra, așezată pe orizontală, care închidea mormântul ( solium sub arcu). Arcosolium-ul putea fi simplu (de exemplu, pentru o persoană), sau mai elaborat, potrivit pentru înmormântarea unei întregi familii.
De-a lungul coridoarelor nu sunt mai puțin frecvente acele cubicula, camere funerare pătrate sau poligonale, care conțin mai multe loculi sau arcosolia pentru membrii aceleiași familii sau a unor familii înrudite între ele; sau cripte (cryptae), capele decorate cu fresce (cea mai cunoscută este "cripta dei papi" - cripta papilor, în Catacomba Sfântului Calixt).
În fine, din motive de spațiu, unele dintre morminte erau săpate chiar și în solul coridoarelor (formae): acest tip de mormânt era larg răspândit, în special în apropierea mormântului unui martir, un loc căutat de către primii creștini ca locuință de veci.

## Lista catacombelor

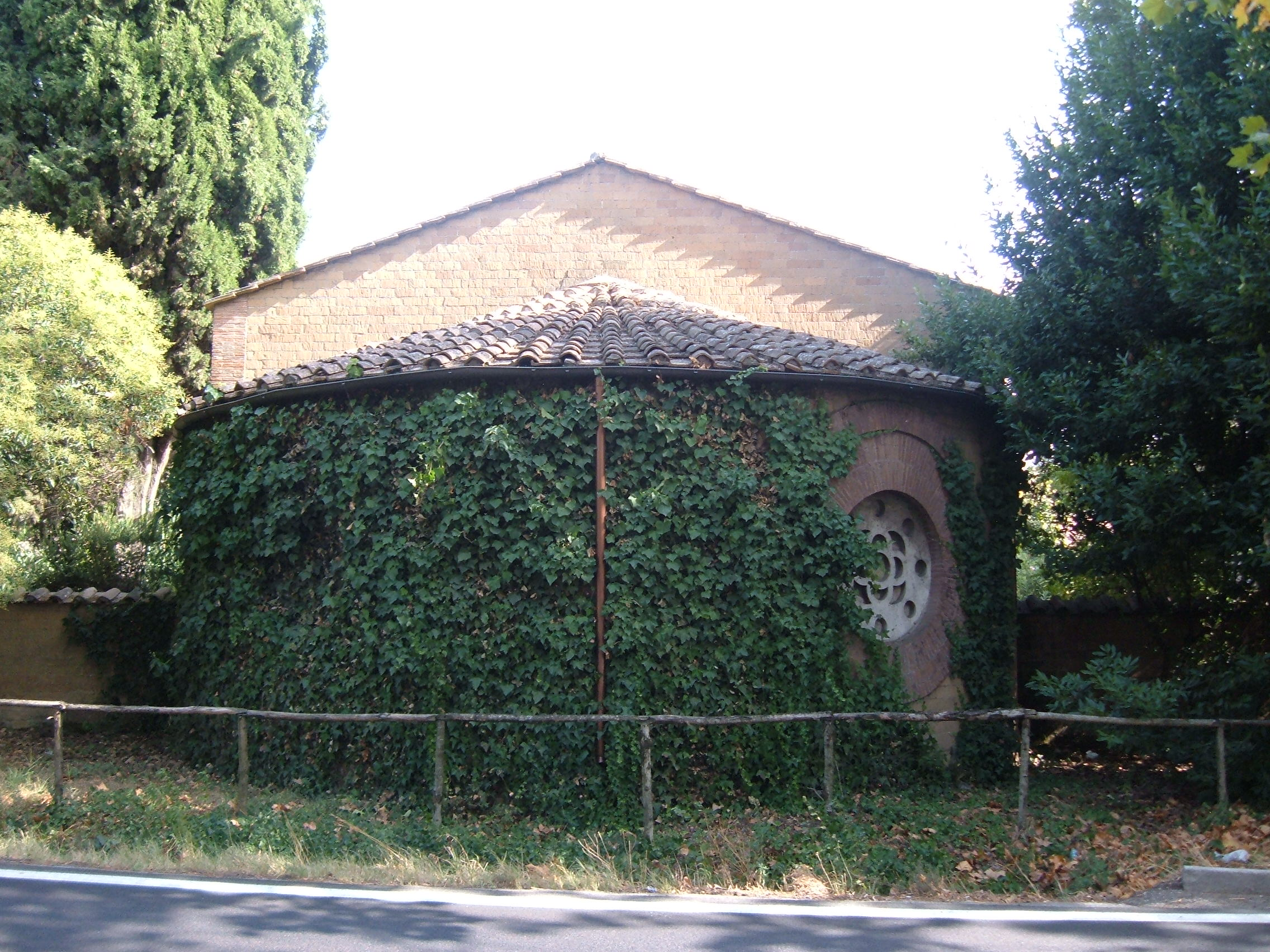
Absidă externă a bazilicii paleocreștine Sant'Alessandro, deasupra catacombelor cu același nume.

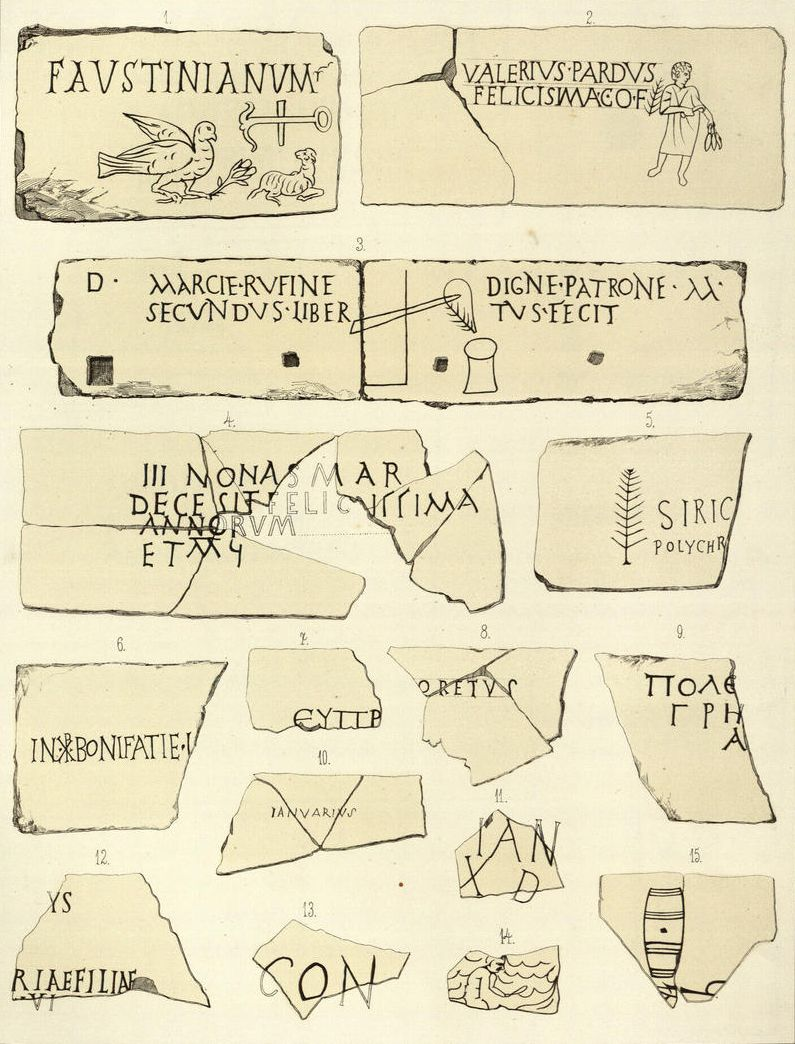
Plăci funerare din catacombele Romei (La Roma sotterranea cristiana (Band 1, Tafeln) Roma, 1864)

Catacombele Romei, în număr de patruzeci în suburbii, au fost construite de-a lungul drumurilor consulare (în italiană: vie consolari), ca via Appia, via Ostiense, via Labicana,  via Tiburtina și via Nomentana. Îngrijirea catacombelor creștine este încredințată Comisiei Pontificale de Arheologie Sacră, care dirijează săpăturile și restaurările. În Roma există, de asemenea, catacombe evreiești ca acelea din Vigna Randanini și  Villa Torlonia.

Lista care urmează menționează cimitire și morminte romane începând cu colina Vatican, în contra-sensul acelor de ceasornic până la via Flaminia.
 Sunt marcate cu un asterisc (*) catacombele evreiești, iar cu două asteriscuri (**) - cele neidentificate.
Via Aurelia
- Catacomba di San Pancrazio
- Catacomba di Calepodio
- Catacomba dei due Felici **
- Catacomba dei Santi Processo e Martiniano **

Via Portuense
- Catacomba di Ponziano
- Catacombe di Generosa

Via Ostiense
- Tomba di san Paolo
- Tomba di san Timoteo **
- Catacombe di Commodilla
- Catacomba di Santa Tecla

Via Ardeatina
- Catacomba dei Santi Marco e Marcelliano (sau di Basileo)
- Catacombele Domitillei (Catacombe di Domitilla)
- Catacomba della Nunziatella
- Catacomba di Balbina **

Via Appia
- Catacombe di San Callisto
- Catacombe di Pretestato
- Catacombe di San Sebastiano
- Ipogeo di Vibia (cu morminte promiscui, pagâne și creștine)
- Catacombe di Vigna Randanini *

Via Latina
- Catacomba dei Santi Gordiano ed Epimaco
- Catacomba di Aproniano
- Ipogeo di via Dino Compagni
- Ipogeo di Trebio Giusto

Via Labicana
- Catacombe dei Santi Marcellino e Pietro
- Catacombe di San Zotico
- Ipogeo degli Aureli (catacombă gnostică)
- Catacomba di San Castulo

Via Tiburtina
- Catacomba di San Lorenzo (sau di Ciriaca)
- Catacomba di Novaziano
- Catacomba di Sant'Ippolito
- Catacomba di Santa Sinforosa

Via Nomentana
- Catacomba di San Nicomede
- Catacomba di Sant'Agnese
- Catacomba maggiore
- Catacombe di sant'Alessandro
- Catacombe di Villa Torlonia *

Via Salaria nova
- Catacombe di Santa Felicità
- Catacomba di Trasone
- Catacomba di Sant'Ilaria
- Catacomba dei Giordani
- Catacombe di Priscilla
- Catacombe di via Anapo

Via Salaria vetus
- Catacomba di San Panfilo
- Catacomba di Sant'Ermete (sau di Bassilla)
- Ipogeo di via Livenza
- Catacomba ad clivum Cucumeris **

Via Flaminia
- Catacomba di San Valentino